# ادامو، جیمینا اوپکزا
ادامو، جیمینا اوپکزا (به لاتین: Adamów, Gmina Opoczno) در لهستان است که در Gmina Opoczno واقع شده‌است.